# Florian Vogel (Radsportler)
Florian Vogel (* 18. Februar 1982 in Aarau) ist ein Schweizer Radrennfahrer in den Disziplinen Mountainbike und Cyclocross. 

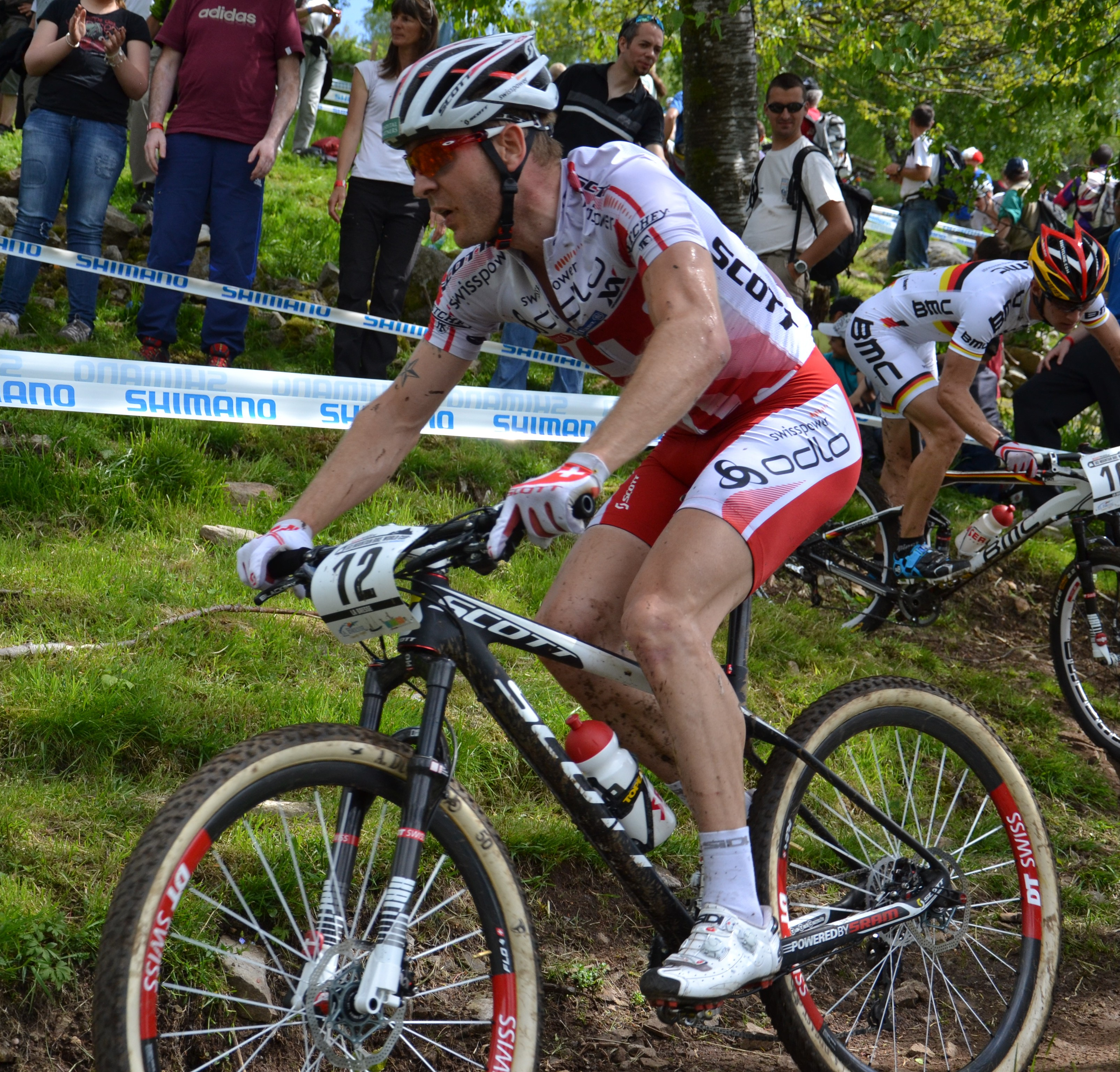
Florian Vogel (2012)

In den Nachwuchskategorien sammelte Florian Vogel zahlreiche Ehrenplätze an den MTB-Kontinental- und Weltmeisterschaften. Unter anderem errang er einen zweiten Rang an den Junioren-Europameisterschaften 2000 sowie dritte Plätze an den Welt- und Europameisterschaften 1999. In der Kategorie U23 wurde er Zweiter an den Europameisterschaften 2002 sowie Dritter an den Weltmeisterschaften 2003.
2005 gewann er mit der Schweizer Meisterschaft im Radquer seinen ersten Elitetitel.
2007 stand er als Dritter erstmals auf dem Podest der Elite-Weltmeisterschaften im Cross-Country. 2008 wurde Vogel Europameister in dieser Disziplin, und es gelang ihm mit dem Gewinn des Laufs in Fort William ein erster Sieg im Weltcup. An den Weltmeisterschaften in Val di Sole (Italien) wurde Florian Vogel Zweiter hinter Christoph Sauser. Danach wurde Vogel für die Olympischen Spiele in Peking nominiert und wurde 26.
In den Jahren 2008, 2009 und 2011 gewann er die Schweizer Meisterschaften im Mountainbike-Cross-Country. Bei den Europameisterschaften 2011 in Dohnany (Slowakei) konnte er in der Disziplin Cross-Country die Bronzemedaille gewinnen. Bei seiner zweiten Olympiateilnahme 2012 wurde er 30. 2017 wurde er zum zweiten Mal Europameister im Cross-Country.